# Весёлый Пахарь
Веселый Пахарь — деревня в Никольском районе Вологодской области.
Входит в состав Кемского сельского поселения (с 1 января 2006 года по 1 апреля 2013 года входила в Верхнекемское сельское поселение), с точки зрения административно-территориального деления — в Верхнекемский сельсовет.

## География
Расстояние по автодороге до районного центра Никольска — 66 км, до центра муниципального образования посёлка Борок — 16 км. Ближайшие населённые пункты — Старина, Верхняя Кема, Костылево.

## Население
| 2010 |
| ---- |
| 0    |